# Arroio das Caneleiras
L'Arroio das Caneleiras est un cours  d'eau qui draîne la municipalité de Pelotas, ville de l'État du Rio Grande do Sul. Il naît sur la municipalité de Canguçu, entrant sur le territoire  de Pelotas par le Nord-Ouest. Quand il unit ses eaux à celles de l'Arroio do Quilombo il devient l'Arroio Pelotas.